# Blackhole Eyes -The Other Side Of Supernova-
『BLACKHOLE EYES -The Other Side of Supernova-』（ブラックホール アイズ）は、日本のバンド、SPEED OF LIGHTSの1枚目のＥＰ。

## 解説
2019年4月14日に会場先行発売。
本EP発売に先立ち、4月14日にSOL mission 2019 “Blackhole Eyes -The Other Side of SUPERNOVA”を行い、会場にて先行発売された(税込1,600円)
5月22日より発売開始予定(1,500+税)
1stアルバムSUPERNOVAに引き続き、あんべよしろう氏によるイラストジャケット仕様

## 収録曲
1. Blackhole Eyes (3:16)
2. Warp (4:45)
3. 宇宙無双 (3:09)
4. Weightless Flight (4:07)
5. Speed Of Lights (Acoustic) (4:03)